# Angelina Jensen
Angelina Camilla Jensen (født 23. maj 1973) er en dansk curlingspiller, der har vundet medaljer ved både VM og junior-VM.
Angelina Jensen deltog seks gange i junior-VM i perioden 1989-1994 og vandt bronzemedalje to gange. Den første medalje blev vundet i 1993, hvor hun spillede treer på Dorthe Holms hold. Året efter vandt hun igen bronze – denne gang som skipper på sit eget hold.
Angelina Jensen debuterede ved VM i 1994, hvor hun spillede treer på Helena Blach Lavrsens hold, der sluttede som nr. 9. Men derefter gik der tolv år, før Angelina igen kvalificerede sig til VM. Hun returnerede i 2006, hvor hun kastede første sten og var skipper for et hold, der endte på sjettepladsen. I 2007 var hun tilbage i topform og ledte sit hold til sølvmeldaljer ved VM i Aomori, Japan, hvor holdet tabte 8-4 til Canada i finalen.
Efter to deltagelser ved EM i curling er Angelinas bedste resultat en syvendeplads i 2006.
Angelina Jensen og hendes hold bestående af søsteren Camilla Jensen, søstrene Madeleine og Denise Dupont samt reserven Ane Håkansson Hansen repræsenterer igen Danmark ved VM 2008 i Vernon, Canada.